# Radom (województwo wielkopolskie)
Radom – wieś w Polsce położona w województwie wielkopolskim, w powiecie obornickim, w gminie Ryczywół.
W latach 1975–1998 miejscowość położona była w województwie pilskim.